# Сурья Кіран
Су́рья Кі́ран (санскр. सूर्य किरण, «Проміння сонця»), англ. The Surya Kiran Aerobatic Team (SKAT) — пілотажна група ВПС Індії, створена у 1996 році. Входить до складу Ескадрильї № 52, дислокується на авіабазі ВПС в аеропорті Бідар, штат Карнатака.

## Історія
Першу демонстраційну льотну ескадрилью у ВПС Індії було створено наприкінці 1940-х років під керівництвом маршала Арджана Сінгха. Команда виступала на літаках Hawker Hunter, зокрема виконавши проліт більш ніж сотні літаків над Червоним фортом. з нагоди Дня незалежності Індії в 1947 році.  Під час 50-річчя ВПС Індії в 1982 році обрані пілоти-винищувачі з різних ескадрилій були призначені до Ескадрильї № 20, у якій з них було сформовано пілотажну групу під назвою The Thunderbolts, що до 1989 року виступала на дев'ятьох Hawker Hunter. 
Пілотажна група Surya Kiran була сформована в 1996 році напередодні першого проведення аерокосмічної виставки Aero India. Першим командиром команди став колишній учасник Thunderbolts вінг-командер Кулдіп Малік. 
Команда літала навчально-тренувальних літаках HJT-16 Kiran Mk.2, спочатку на чотирьох, а з травня того ж року — на шістьох. Перший виступ відбувся 15 вересня 1996 року на святкуванні 50-річного ювілею Адміністративного коледжу ВПС у Коїмбатурі.  У 1998 році команда, очолювана на той момент вінг-командером А. К. Мургаєм, була збільшена до дев'яти літаків, вперше публічно виступивши у такому формуванні під час святкування Дня незалежності в Червоному форті.
Перший виступ за кордоном відбувся під час святкування 50-річчя ВПС Шрі-Ланки в березні 2001 року. 
8 жовтня 2004 року команда отримала Відзнаку начальника штабу ВПС, ставши першим підрозділом ВПС, що отримав цю нагороду. З 1 травня 2006 року була виділена в окрему ескадрилью, ставши Ескадрильєю № 52 ВПС Індії.
Після Aero India 2011 діяльність команди були припинено, оскільки ВПС зіткнулися з нестачею навчально-тренувальних літаків Kiran. У лютому 2015 року «Сурья Кіран» була відновлена під командуванням вінг-командера Аджита Кулкарні на британських навчально-тренувальних літаках BAE Hawk Mk.132. 

### Примітні виступи
Станом на 2023 рік команда провела понад 500 виступів у більш ніж 72 містах Індії, у тому числі у Срінагарі на висоті 1657 м НРМ та над морем (останнє є складним завданням, оскільки вода впливає на сприйняття глибини). Регулярно брала участь у аеросалонах Aero India. 
- лютий 2004: виступ на Азіатському аерокосмічному авіасалоні в Сінгапурі.
- грудень 2007: Міжнародна морська та аерокосмічна виставка у Лангкаві з нагоди 50-ї річниці незалежності Малайзії.
- грудень 2007: спільний виступ з Королівськими військово-повітряними силами Таїланду на честь 80-ї річниці з дня народження короля Таїланду Пуміпона Адульядета. [8]
- березень 2021: виступ на честь 70-річчя ВПС Шрі-Ланки (перший закордонний виступ після відновлення команди — рівно через 20 років після її першого закордонного туру). [9]
- 19 листопада 2023: виступ під час фіналу Чемпіонату світу з крикету в Ахмедабаді. [10]

### Інциденти
- 18 березня 2006: літак команди HJT-16 Kiran розбився під час тренувального польоту поблизу Бідара. Загинули два пілоти: вінг-командер Дхірадж Бхатія та командир ескадрильї Шайлендер Сінгх. [11]
- 23 грудня 2007: HJT-16 Kiran команди здійснив аварійну посадку в аеропорті Біджу Патнайк[en]. Пілот отримав легкі поранення. [12]
- 21 січня 2009: аварія біля села Беллура в штаті Карнатака під час навчального вильоту. Вінг-командер Р. С. Дхалівал отримав смертельне поранення. [11]
- 19 лютого 2019 року: об 11:54 ранку поблизу Бенгалуру два літаки BAe Hawk команди розбилися під час тренувань до Aero India 2019. Двоє пілотів благополучно катапультувалися, пілот третього, вінг-командер Сахіл Ганді пізніше помер від отриманих травм. [13]

## Галерея

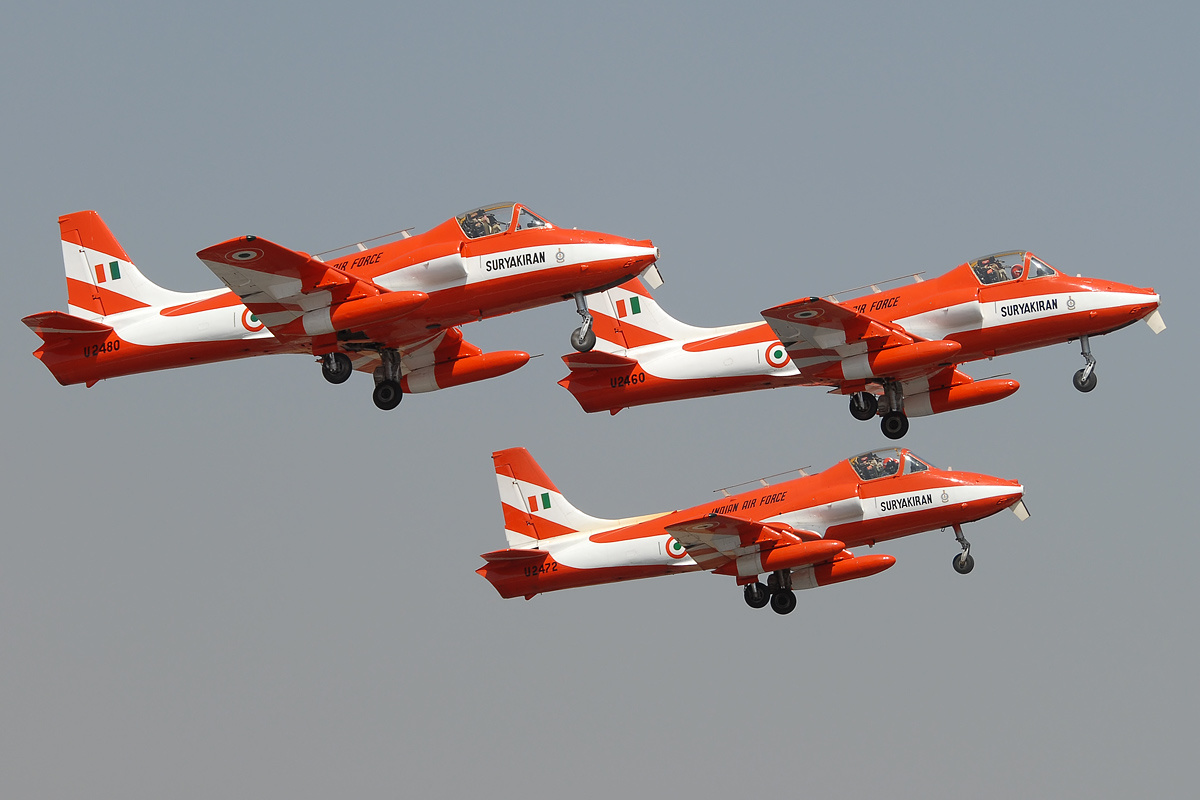
HJT-16 Kiran, 2007 рік
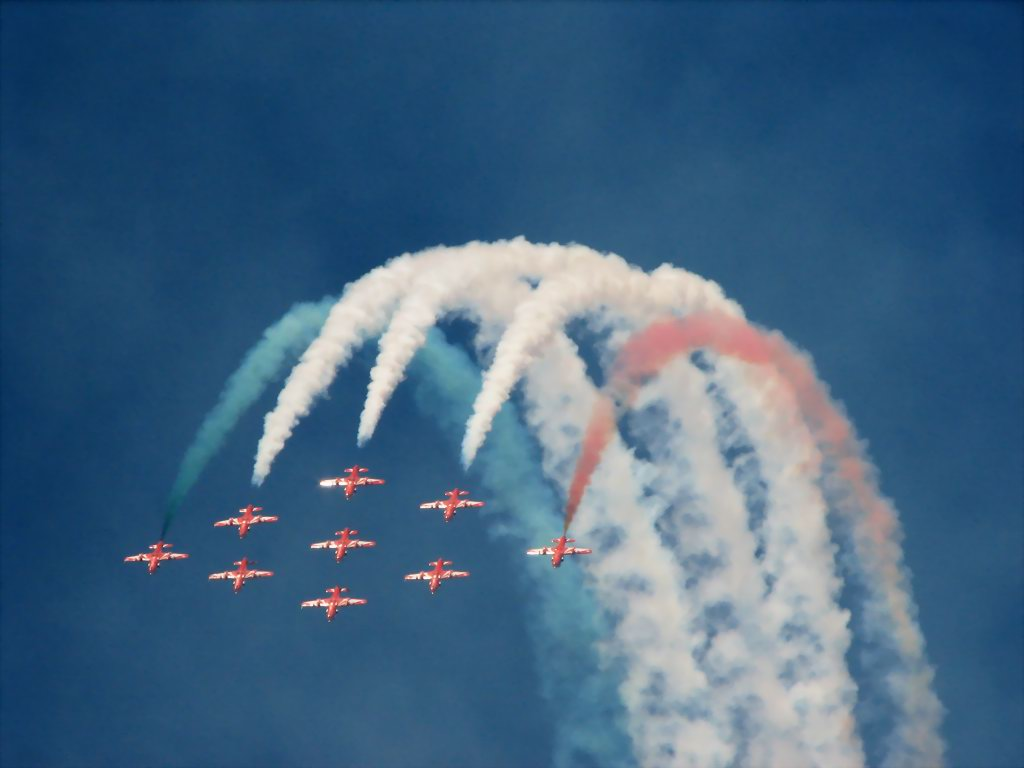
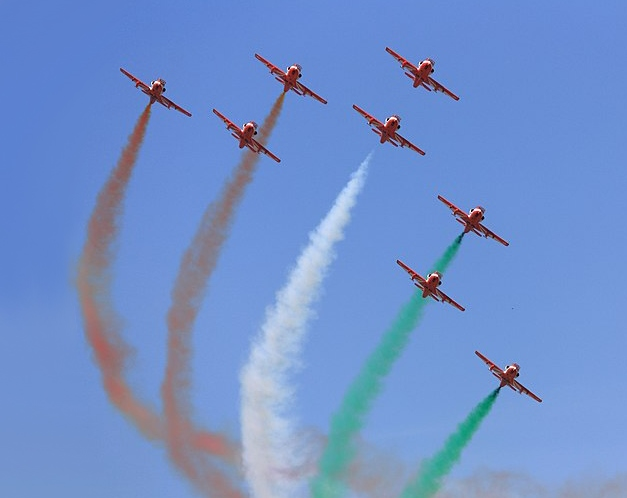
Aero India-2011
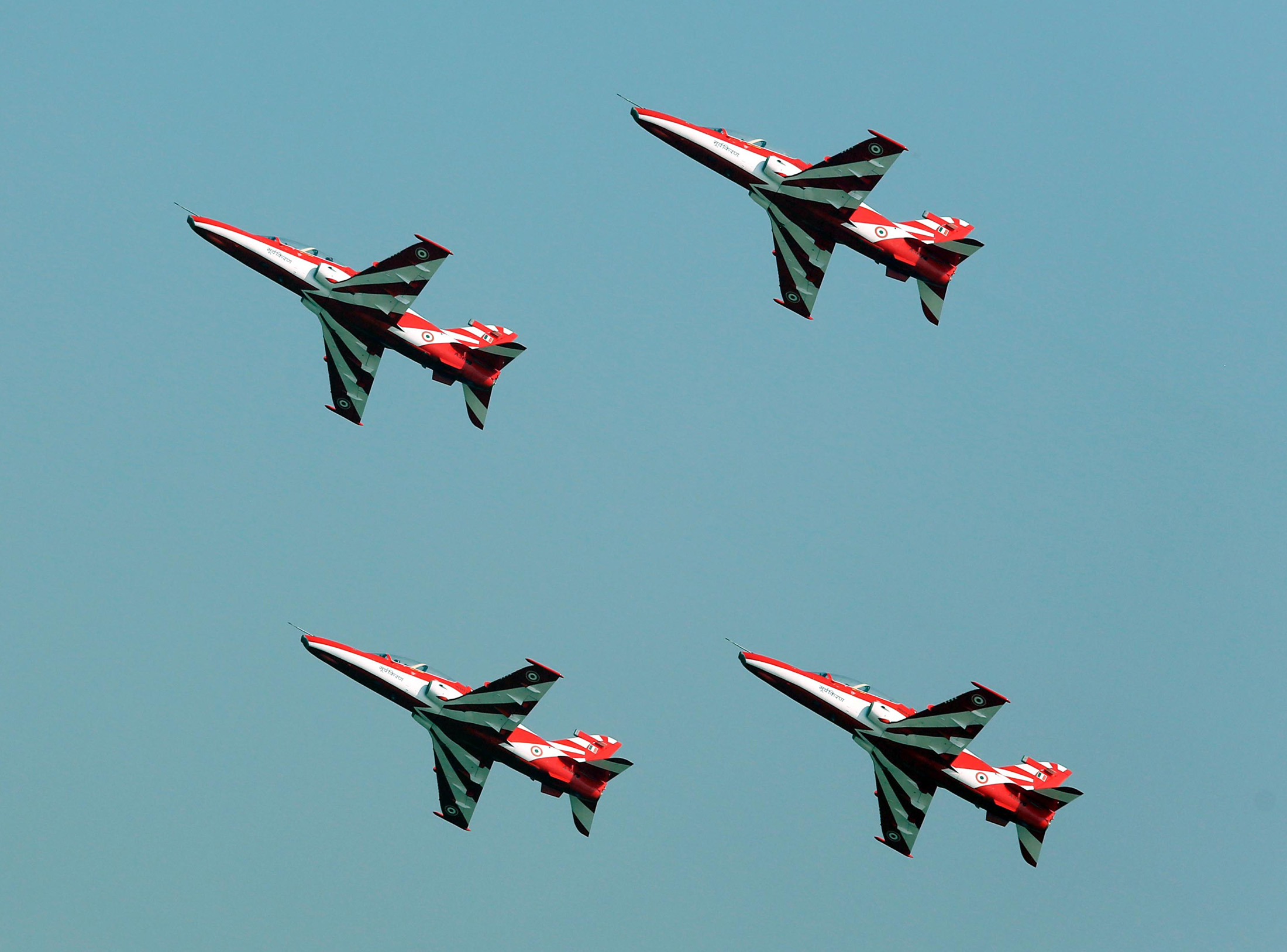
BAE Systems Hawk, 2015 рік
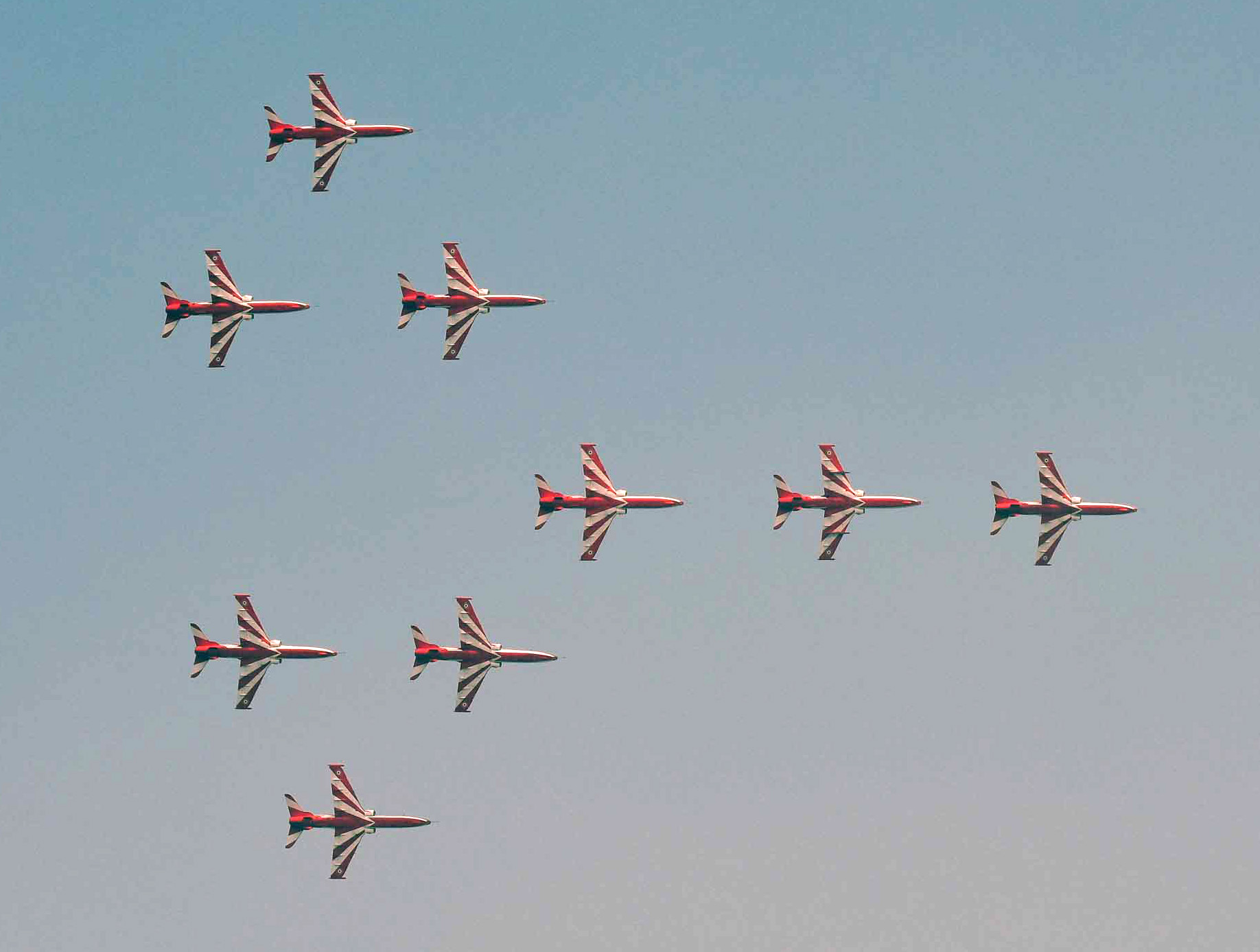
2018
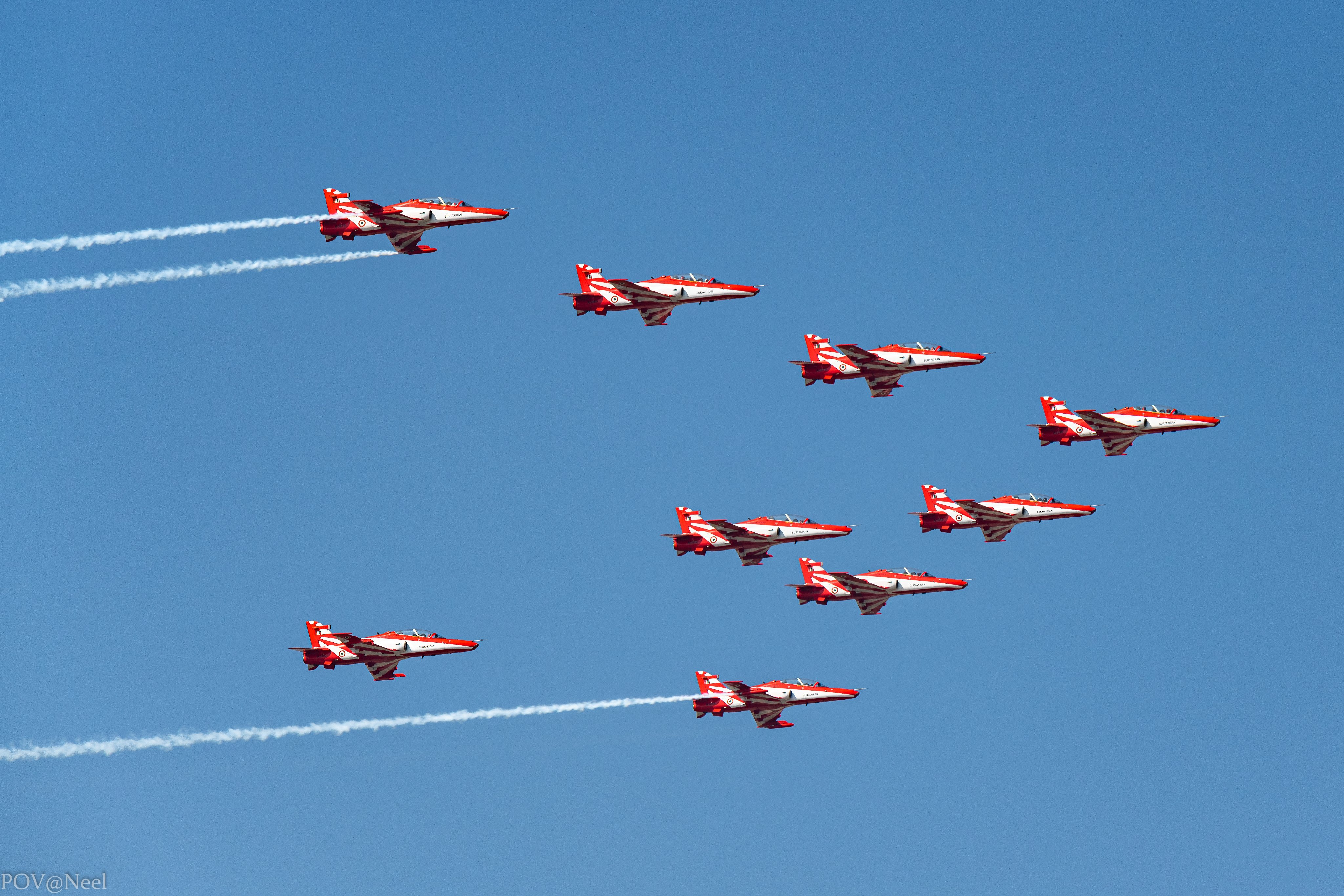
2021